# 天通苑北交通枢纽
天通苑北交通枢纽位于北京市昌平区，东侧紧邻北京地铁5号线天通苑北站。该枢纽站于2019年10月13日开通运营，届时原地铁天通苑北场站始发的公交车辆将迁移至本枢纽始发。

## 历史沿革
本枢纽站施工期间曾使用过的名称为“北苑北交通枢纽”或“北苑路北交通枢纽”（实际上与北苑路和北苑路北地铁站无关，只是以大概方位确定名称），规划期间主要是为了解决天通苑北站西部空地的使用问题与天通苑北站早晚高峰换乘接驳地铁的拥挤问题。本枢纽站的开通，将会在很大的程度上缓解东三旗地区路网的拥堵以及人流车流的混行。本站于开通前夕正式更名为天通苑北交通枢纽，以此来避免与北苑路出现的长达多年的歧义。

## 设计
该枢纽站设计为地下2层，地上6层。地下两层主要是“P+R”停车场及部分设备用房；地上6层、局部3层，第一层为枢纽换乘大厅，二层及以上则是管理用房，以及一些必要的配套服务设施。

## 总站路线资料（公交）

### 北京公交441路
- 地铁龙泽站↔ 天通苑北枢纽站

由北京公交集團第一客運分公司營運。本線路主要覆盖回龙观地区东部、半截塔村等地。沿途覆盖北京地铁13号线龙泽站，8号线回龙观东大街站。

### 北京公交487路
- 未来科学城北站↔天通苑北枢纽站

由北京公交集團第一客運分公司營運。本線路主要覆盖北清路、未来科学城等地。

### 北京公交520路
- 龙岗路东口↔ 天通苑北枢纽站

由北京公交集團第一客運分公司營運。本線路主要覆盖宝盛里、东升科技园、枫丹丽舍小区、建材城东路、太平家园、天通西苑等地。 

### 北京公交533路
- 英才南三街东口↔ 天通苑北枢纽站

由北京公交集團第一客運分公司營運。本線路主要覆盖未来科学城、定泗路等地。 

### 北京公交537路
- 兴寿北站↔ 天通苑北枢纽站

由北京公交集團第一客運分公司營運。本線路主要覆盖安四路沿线及兴寿镇等地。 

### 北京公交643路
- 天通苑北枢纽站↔朝凤庵村

由北京公交集團第一客運分公司營運。本線路主要途径安四路、小汤山镇、百善镇以及昌平新城、昌平东关等地。沿途覆盖北京地铁昌平线昌平东关站。

### 北京公交860路
- 曹碾↔ 天通苑北枢纽站

由北京公交集團第八客運分公司營運。本線路途径北清路、东二旗村、八仙庄村等地，终到曹碾村。 本线路原为984路曹碾区间北段（东三旗-曹碾）。

### 北京公交922路
- 朝凤庵村↔ 天通苑北枢纽站

由北京公交集團第八客運分公司營運。本線路途径安四路、定泗路、G6京藏高速公路辅路、昌平城区等地。方便了昌平城区、沙河以及定泗路沿线乘客前往天通苑地区。

### 北京公交933路
- 国展新馆公交场站↔ 天通苑北枢纽站

由北京公交集團第七客運分公司營運。本線路主要覆盖天通北苑、南七家庄，行经火沙路至顺义后沙峪等地。 沿线覆盖北京地铁15号线花梨坎站、国展站。

### 北京公交C110路
- 爱博路东口↔ 天通苑北枢纽站

由北京公交集團第八客運分公司營運。本線路仅在工作日早晚高峰运营。主要服务于北京服装学院、北京太阳城等地。 

### 北京公交C112路
- 白庙村东街北口↔ 天通苑北枢纽站

由北京公交集團第八客運分公司營運。本線路仅在工作日早晚高峰运营。主要服务于白庙村地区。

### 北京公交C114路
- 蓬莱公寓↔ 天通苑北枢纽站

由北京公交集團第八客運分公司營運。本線路仅在工作日早晚高峰运营。主要服务于蓬莱公寓、温泉花园等小区居民出行。

### 北京公交C115路
- 双兴苑公交场站↔ 天通苑北枢纽站

由北京公交集團第八客運分公司營運。本線路仅在工作日早晚高峰运营。主要服务于小汤山地区。

### 北京公交专35路
- 玉衡街↔ 天通苑北枢纽站

由北京公交集團第一客運分公司營運。本線路主要服务于北亚花园与玉衡街等地居民前往天通苑地区。 

### 北京公交专117路
- 燕丹↔ 天通苑北枢纽站

由北京公交集團第一客運分公司營運。本線路服务于燕丹以及燕城苑小区居民前往天通苑地区。

### 北京公交专137路
- 天通苑北枢纽站↔ 天通北苑

由北京公交集團第一客運分公司營運。本線路服务于天通苑地区。

### 北京公交快速直达专线11路
- 东沙各庄↔ 天通苑北枢纽站

由北京公交集團第一客運分公司營運。本线路仅在工作日早晚高峰运营。途中设站：东沙各庄-平坊-地铁天通苑北站。 

### 北京公交快速直达专线77路
- 小汤山马坊↔ 天通苑北枢纽站

由北京公交集團第一客運分公司營運。本线路仅在工作日早晚高峰运营。途中设站：小汤山马坊-东沙各庄-地铁天通苑北站。 

### 北京公交快速直达专线90路
- 讲理村南↔ 天通苑北枢纽站

由北京公交集團第一客運分公司營運。本線路仅在工作日早晚高峰运营。途中设站：讲礼村南-讲礼村-讲礼新村-官牛坊村-天通苑北枢纽站。 

### 北京公交快速直达专线103路
- 平西王府公交场站↔ 天通苑北枢纽站

由北京公交集團第一客運分公司營運。本線路仅在工作日早晚高峰运营。途中设站：平西王府公交场站-白庙村-王府温馨公寓-王府花园-地铁天通苑北站。 

### 北京公交快速直达专线158路
- 燕丹↔ 天通苑北枢纽站

由北京公交集團第一客運分公司營運。本線路仅在工作日早晚高峰运营。途中设站：燕丹-海鶄落村委会-东三旗菊苑-东三旗兰苑-名佳花园四区-名佳花园-平西王府路口东-东三旗-地铁天通苑北站。 

### 北京公交快速直达专线163路
- 白各庄公交场站↔ 天通苑北枢纽站

由北京公交集團第一客運分公司營運。本線路仅在工作日早晚高峰运营。途中设站：白各庄公交场站-白各庄新区南-白各庄南-王府街-平西王府西站-白庙村-中国经济时报社-王府温馨公寓-王府花园-地铁天通苑北站。 

### 北京公交快速直达专线164路
- 宏福苑小区西↔ 天通苑北枢纽站

由北京公交集團第一客運分公司營運。本線路仅在工作日早晚高峰运营。途中设站：宏福苑小区西-宏福苑小区-宏福苑小区东-西沙各庄西-西沙各庄-西沙各庄东-冠雅园-地铁天通苑北站。 

### 北京公交夜间接驳专线1路
- 天通苑北枢纽站↔燕丹

由北京公交集團第一客運分公司營運。本線路仅在凌晨时段单向运营。 途中设站：地铁天通苑北站-东三旗-平西王府路口东-名佳花园-名佳花园四区-东三旗兰苑-东三旗菊苑-海鶄落村委会-燕丹。（线路走向与快速直达专线158路大致相同）

### 北京公交夜间接驳专线2路
- 天通苑北枢纽站↔ 北亚花园

由北京公交集團第一客運分公司營運。本線路仅在凌晨时段单向运营。 途中设站：地铁天通苑北站-北七家西口-望都家园-北亚小区南-北亚小区-北亚花园。

### 北京公交夜间接驳专线3路
- 天通苑北枢纽站↔ 宏福苑小区西

由北京公交集團第一客運分公司營運。本線路仅在凌晨时段单向运营。 途中设站：地铁天通苑北站-东三旗-平西王府路口西-王府公寓-王府花园-王府温馨公寓-中国经济时报社-白庙村-宏福苑小区南-宏福苑小区东-宏福苑小区-宏福苑小区西。

## 接驳交通
- 天通苑北站